# Vi sitter i Ventrilo och spelar DotA
„Vi sitter i Ventrilo och spelar DotA“ е песен на Басхънтър, издадена като сингъл на 3 октомври 2006 г. и включена в албума LOL. Песента е написана за играта Warcraft III и по-специално за модификацията ѝ Дота. Текстът на песента е на шведски и описва използването на програмата за пренос на глас Ventrilo, едновременно с играенето на Дота. Мелодията е базирана на друга песен – „Daddy Deejay“ на DJ Daddy, като включва и звуци от самата игра. Клипът към песента се разпространява свободно в YouTube.
Сингълът заема сравнително челни позиции в редица страни, предимно от Скандинавия.